# Инин, Аркадий Яковлевич
Арка́дий Я́ковлевич И́нин (первоначальная фамилия Гуревич; род. 3 мая 1938, Харьков, СССР) — советский и российский писатель, драматург, сценарист, актёр, публицист, педагог, профессор ВГИКа, заслуженный деятель искусств РСФСР (1989). Член Комитета московских драматургов с 1971 года. С 1993 года — председатель Комитета московских драматургов.

## Биография

### Ранние годы
Родился 3 мая 1938 года в Харькове в семье Якова Ноевича и Сарры Абрамовны Гуревич. В 1941 году Я. Н. Гуревич пропал без вести на фронте Великой Отечественной войны.
Окончил Харьковский политехнический институт. Будучи студентом, начал играть в КВН, принимал участие в капустниках, писал сценарии для самодеятельных номеров и агитбригады. В институте вместе с друзьями организовал студенческий эстрадный театр, ставший известным в городе.
Отработал по распределению инженером-электриком восемь лет. Параллельно начал печататься в газетах, в том числе в «Литературной газете». Делал передачи на местном харьковском телевидении, затем начал писать для московских программ.
Окончил факультет кинодраматургии ВГИКа.
Литературный псевдоним (а потом — и официальную фамилию) Инин взял в честь жены Инны.

### Карьера
Автор сценария сорока кинокомедий, тридцати книг юмора, более двухсот теле- и радиопередач. Создатель популярных телепрограмм «Вокруг смеха» и «От всей души!». Заслуженный деятель искусств РСФСР. Профессор ВГИКа. Член КПСС с 1979 года.
Писал рассказы для детей и юношества, три из которых вошли в киножурнал Ералаш, а также занимается созданием на базе киножурнала Ералаш юморесок, которые ежегодно включаются в рамках вручения кинопремии Ника.
Член жюри фестивалей Сатиры и юмора в Габрово (Болгария), «Золотой Дюк» (Одесса), КВН, «Кинотавр» (Сочи), Ялтинский российско-украинский кино-телефестиваль, «Веселая Коза» (Нижний Новгород), «Окно в Европу» (Выборг), кинофестиваль в Черногории.

### Общественная позиция
Аркадий Инин подписывал открытые письма в защиту телеканала НТВ в 2001 и издательства «Эксмо» в 2003 году. Характеризуя Михаила Горбачёва, писатель в 2011 году назвал его человеком, который «развалил Советский Союз, хотя этого он сам не хотел» и «совершил множество хороших дел и множество плохих», отметив, что тот «дал свободу и разрушил Берлинскую стену, что вызвало множество проблем». В интервью радио «Эхо Москвы», данном в феврале 2013 года, назвал восстановление советской власти единственным возможным способом решения текущих проблем. Свою позицию он уточнил в мае того же года в интервью корреспонденту газеты «Аргументы и факты»: «Да, советская власть была огромным злом. А сегодняшний строй — тоже огромное зло! Если из двух зол выбирать меньшее, я выбираю советскую власть».
Комментируя в июне 2013 года распоряжение о том, что в Оренбурге для получения водительских прав и женщины, и мужчины должны проходить осмотр у гинеколога, Инин предложил «отправлять создателей таких правил и всевозможных идиотских инструкций на освидетельствование к психиатру». При этом он выразил скептицизм по поводу того, что в России количество «глупых законов» убавится, и напомнил известное высказывание М. Е. Салтыкова-Щедрина: «Строгость российских законов смягчается необязательностью их исполнения», добавив: «Это наверняка могут подтвердить мужчины Оренбурга».
Выступал за запрет гей-парадов в России.
В 2014 г. поддержал аннексию Крыма Россией, в дальнейшем выступал в поддержку ДНР и ЛНР, а также против политики Украины в Донбассе.

### Личная жизнь
Отец — Яков Ноевич Гуревич. Сразу после начала Великой Отечественной войны был призван в армию и вскоре, в октябре 1941 года, пропал без вести под Черниговом. Мать — Сарра Абрамовна Гуревич, инженер.
Жена (с 1960 по 2021) — Инна Иванова (13.11.1938—2021), инженер-электрик.
Сын — Вадим Инин (род. 31.12.1962), окончил экономический факультет ВГИКа, работает организатором кинопроизводства.
Внук — Павел Инин (род. 06.07.1989), режиссёр, выпускник ВГИКа и Высшей школы журналистики НИУ ВШЭ.
Сын — Константин Инин (08.06.1978—13.11.2022), три раза поступал в МГУ: два раза на журфак и один раз — на психфак. По два года учился — и бросал. Работал в рекламе, занимался производством компьютерных игр, немного журналистикой.

## Работы

### Сценарии
- 1972 — Вот и лето прошло…
- 1972 — Вперёд, гвардейцы!
- 1974 — Сергеев ищет Сергеева
- 1975 — Побег из дворца
- 1975 — Краткие встречи на долгой войне
- 1975 — Между небом и землей
- 1976 — Отважный Ширак
- 1978 — По улицам комод водили
- 1979 — Узнай меня
- 1979, 1988, 2007 — Ералаш (сюжеты «Откуда дровишки?», «Осторожно, ученик!», «Добро побеждает зло»)
- 1980 — Однажды двадцать лет спустя
- 1980 — Любовь не прощает
- 1980 — У матросов нет вопросов
- 1980 — Апрельские сны
- 1982 — Отцы и деды
- 1983 — Одиноким предоставляется общежитие
- 1984 — Раннее, раннее утро
- 1985 — Джигит всегда джигит
- 1985 — Танцплощадка
- 1986 — Не забудьте выключить телевизор
- 1987 — Единожды солгав
- 1989 — Не сошлись характерами
- 1989 — Частный детектив, или Операция «Кооперация»
- 1992 — Удачи вам, господа!
- 1992 — На Дерибасовской хорошая погода или На Брайтон-Бич опять идут дожди
- 1993 — Русский бизнес
- 1993 — Личная жизнь королевы
- 1994 — Русское чудо
- 1994 — Не хочу жениться!
- 1994 — Русский счёт
- 1999 — Тонкая штучка
- 2000 — Игрушечный роман
- 2000 — Собачий вальс
- 2001 — Нежданный визит
- 2001 — Портрет товарища Сталина
- 2001 — Жрица любви
- 2006 — Утёсов. Песня длиною в жизнь, 12 серий
- 2007 — Феномен
- 2008 — Мины в фарватере, 8 серий
- 2011 — Маяковский. Два дня, 8 серий
- 2012 — Люблю, потому что люблю, 4 серии
- 2013 — Одинокие сердца, 4 серии
- 2013 — Кто-то теряет, кто-то находит, 4 серии
- 2014 — Мама Люба, 4 серии
- 2014 — Дедушка моей мечты
- 2015 — Праздник непослушания
- 2017 — Чудотворная, 12 серий
- 2019 — Невеста комдива, 8 серий
- 2022 — Весна свела нас с ума, 4 серии
- 2023 — Взрослые дочери, 4 серии

### Актёрские работы
- 1980 — Однажды двадцать лет спустя — одноклассник Кругловой
- 1980 — У матросов нет вопросов — капитан катера
- 1987 — Единожды солгав — посетитель ресторана
- 1989 — Не сошлись характерами — пациент консультации
- 1992 — На Дерибасовской хорошая погода или На Брайтон-Бич опять идут дожди — мафиози в казино
- 1993 — Личная жизнь королевы — секретный агент
- 2004 — Слова и музыка — директор издательства
- 2006 — Утёсов. Песня длиною в жизнь — одессит на юбилее
- 2011 — Маяковский. Два дня — председатель РАПП
- 2013 — Одинокие сердца — работник фабрики
- 2014 — Мама Люба — автор

## Награды и призы
- Орден Александра Невского (9 августа 2019 года) — за большой вклад в развитие отечественной культуры и искусства, многолетнюю плодотворную деятельность[13].
- Орден Почёта (16 декабря 2008 года) — за большие заслуги в развитии отечественной культуры и искусства, многолетнюю творческую деятельность[14][15].
- Орден Дружбы (13 октября 1998 года)  — за заслуги перед государством, большой вклад в укрепление дружбы и сотрудничества между народами, многолетнюю плодотворную деятельность в области культуры и искусства[16].
- Заслуженный деятель искусств РСФСР (7 августа 1989 года) — за заслуги в области советского искусства[17].
- Нагрудный знак РФ «За вклад в российскую культуру» (2018, Министерство культуры Российской Федерации)[18].
- Премия на конкурсе Министерства культуры СССР за пьесу «Сергеев ищет Сергеева», 1977
- Премия «Золотой якорь» — Одесская Юморина, 1972
- Премия «Золотой телёнок» «Литературной Газеты» («Клуба 12 стульев»), 1977.
- Премия за лучший сценарий комедии «Однажды двадцать лет спустя» — Всесоюзный конкурс сценариев, 1978
- Приз за лучшую комедию «Однажды двадцать лет спустя» ХIV Всесоюзный кинофестиваль 1981
- «Золотое плато» за фильм «Однажды двадцать лет спустя» — Авеллино, Италия, 1982
- Золотой приз за фильм «Однажды двадцать лет спустя», Варна, Болгария, 1983
- «Золотое плато» за сценарий фильма «Отцы и деды» — Авеллино, Италия, 1984
- За лучший сценарий комедии «Одиноким предоставляется общежитие» Всесоюзный конкурс сценариев, 1982
- За лучшую комедию «Одиноким предоставляется общежитие» — ХVII Всесоюзный кинофестиваль, 1984
- Приз «Европа» за фильм «Единожды солгав» — Барселона, Испания, 1987
- Приз зрительских симпатий за фильм «Не хочу жениться» — «Кинотавр», 1994
- За лучший сценарий современного фильма — Всесоюзный конкурс, 1984.
- Приз за вклад в телевизионную комедию — фестиваль «Мастер Гамбс», Одесса
- Приз «Золотой Остап» — за цикл кинокапустников, Санкт-Петербург, 1997
- Приз «Немеркнущая зрительская любовь», фестиваль «Виват, кино Россия!», Санкт-Петербург, 2008 и 2010
- Приз за особый вклад в отечественный кинематограф — Ретро-фестиваль «Виват, комедия!», 2009
- Приз за вклад в российскую кинокомедию — фестиваль «Улыбнись, Россия!», 2010 и 2012